# Rio Cincu
O Rio Cincu é um rio da Romênia, afluente do Olt, localizado no distrito de Braşov.